# 19 Camelopardalis
19 Camelopardalis är en vit stjärna i huvudserien i stjärnbilden Giraffen.
Stjärnan har visuell magnitud +6,18 och svagt synlig för blotta ögat vid god seeing. Den befinner sig på ett avstånd av ungefär 360 ljusår.